# Health (filme)
Health é um filme norte-americano de 1980 dirigido por Robert Altman.

## Elenco principal
- Carol Burnett ... Gloria Burbank
- Glenda Jackson ... Isabella Garnell
- James Garner ... Harry Wolff
- Lauren Bacall ... Esther Brill